# ニューモウイルス科
ニューモウイルス科(Family Pneumoviridae)はモノネガウイルス目に属するウイルスの分類における1科。2019年現在2属5種が存在する。

## 分類
- オルソニューモウイルス属（Orthopneumovirus）
  - ウシオルソニューモウイルス（牛RSウイルス）（Bovine orthopneumovirus）
  - ヒトオルソニューモウイルス（RSウイルス）（Human orthopneumovirus）
  - ネズミオルソニューモウイルス（Murine orthopneumovirus）
- メタニューモウイルス属（Metapneumovirus）
  - ヒトメタニューモウイルス（Human metapneumovirus）
  - トリメタニューモウイルス（Avian metapneumovirus）